# Runya (Técsői járás)
Runya falu Ukrajnában, Kárpátalján, a Técsői járásban.

## Fekvése
Técsőtől északkeletre, 678 m tengerszint feletti magasságban fekvő település.

## Nevének eredete
A Runya helységnév ruszinokruszin dűlőnévi eredetű. A dűlőnév a ruszin руня~рунина ’sík, róna, rónaság’ (Чопей 353) főnév származéka. A magyar Róna név a szó magyarosított alakja.

## Népesség
A településnek 336 lakosa van.